# 张凤中
张凤中（1966年3月8日—），江苏新沂人，中国人民解放军中将。
1984年9月参加中国人民解放军，1989年6月加入中国共产党，西安第二炮兵工程学院毕业，国防大学军事硕士。曾任学员，助理工程师，副处长，处长，旅政治委员，第二炮兵政治部干部部副部长，第二炮兵53基地政治部主任，火箭军53基地政治部主任。2016年7月，任火箭军51基地政治委员。2017年3月，任火箭军65基地政治委员，2019年3月任火箭军第66基地政治委员。2019年10月1日，在庆祝中华人民共和国成立70周年大会阅兵式上率火箭军方队接受检阅。2023年4月，升任火箭军政治工作部主任。
2017年7月，晋升少将军衔。2023年4月，晋升中将军衔。